# Be Careful With My Heart
Be Careful With My Heart ist eine philippinische Drama-Fernsehserie, die vom 9. Juli 2012 bis zum 28. November 2014 auf ABS-CBN ausgestrahlt wurde.

## Hintergrund
Die erste Episode der Serie hatte ihre Premiere am 9. Juli 2012 auf ABS-CBN. Für die Serie wurden einige Stars der philippinischen Film- und Fernsehwelt gecastet. Nicht nur Jodi Sta. Maria und Richard Yap, der die Hauptrolle übernahm, sind zu sehen. Die weiblichen Hauptrollen übernahmen Mutya Orquia sowie Janella Salvador und Jerome Ponce, die beide schon früher mit Sta. Maria und Yap zusammengearbeitet haben. Regie führten Jeffrey R. Jeturian und Mervyn B. Brondial.

## Besetzung
| Schauspieler                | Rolle                               |
| Jodi Sta. Maria             | Maya dela Rosa Lim                  |
| Richard Yap                 | Richard „Ser Chief“ Lim             |
| Mutya Orquia                | Abigail Ruth „Abby“ Lim             |
| Janella Salvador            | Nikki „Nik-Nik“ Grace Lim           |
| Jerome Ponce                | Luke Andrew Lim                     |
| Elisha Delos Santos         | Sunshine Lim                        |
| Jeio Aquines                | Sky Lim                             |
| Aiza Seguerra               | Cristina Rose „Kute“ dela Rosa      |
| Sylvia Sanchez              | Teresita dela Paz-dela Rosa         |
| Lito Pimentel               | Arturo dela Rosa                    |
| Gloria Sevilla              | Felicidad „Manang Fe“ Marcelo-Alejo |
| JM Ibañez                   | Pocholo „Cho“ Macavinta             |
| Marlo Mortel                | Nicolo Angelo „Mallows“ Cortez      |
| Divina Valencia             | Conchita „Mamang“ dela Paz          |
| Rosario „Tart“ Carlos       | Dorina „Doris“ Malasig              |
| Viveika Ravanes             | Isabel „Sabel“ Fortuna-Lumaque      |
| Joan Marie Bugcat           | Yaya Lea                            |
| Karen Aiza Alimagno         | Magda Dominguez                     |
| Micah Muñoz                 | Jose Mari „Joma“ Adriano            |
| Nathan Lopez                | Emmanuel „Emman“ Castro             |
| Paul Jake Castillo          | Simon Gabriel Corpuz                |
| Vandolph Quizon             | Ramon Lino „Marcelino“              |
| Kelly Gwayne dela Cruz      | Aira Denise Mendoza                 |
| Shy Carlos                  | Maria Rosario Jonina „Joni“ Quijano |
| Claire Ruiz                 | Josephine „Joey“ Acosta             |
| Mai-Mai Adriano             | Megan                               |
| Abigail Francisco Macapagal | Stacy Gutierrez                     |
| Arvic Tan                   | Louie                               |
| Marc Carlos de Leon         | Iñigo Cabanatan                     |
| Jeremiah „Bagito“ Roxas     | Ron-Ron                             |
| AJ Muhlach                  | Amiel Sebastian                     |